# Sybra fuscofasciata
Sybra fuscofasciata là một loài bọ cánh cứng trong họ Cerambycidae.